# Vasile Atanasiu

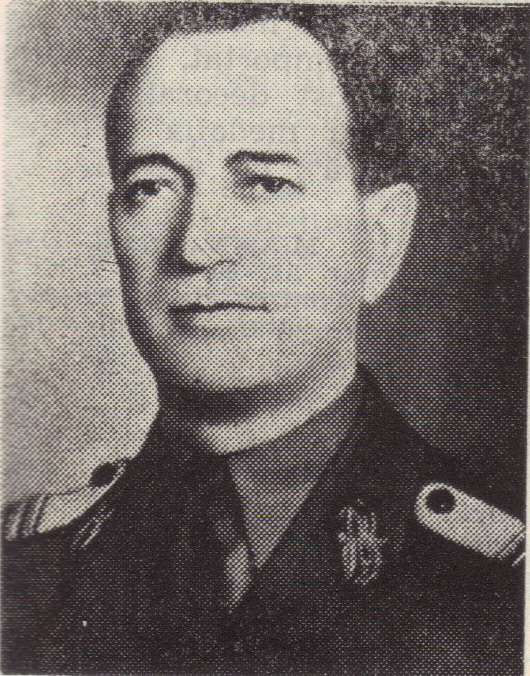
Vasile Atanasiu als General, vor 1948

Vasile Atanasiu (* 25. April 1886 in Târgoviște, Kreis Dâmbovița, Königreich Rumänien; † 6. Juni 1964 in Bukarest, Volksrepublik Rumänien) war ein rumänischer General. Während des Zweiten Weltkrieges nahm er als Kommandierender General des zur Vierten Armee (Armata a 4-a Română) gehörenden III. Korps an der Schlacht um Odessa (8. August bis 16. Oktober 1941) sowie an der Westkarpatischen Operation (12. Januar bis zum 18. Februar 1945) teil.

## Leben
Vasile Atanasiu absolvierte nach dem Schulbesuch eine Offiziersausbildung an der Militärkadettenanstalt (Școala Fiilor de Militari) in Iași sowie ab 1905 an der Schule der Artillerie und Ingenieurtruppen (Școala de Ofițeri de Artilerie și Geniu) in Bukarest und fand nach deren Abschluss 1907 zahlreiche Verwendungen als Offizier sowie Stabsoffizier der Artillerie. Nach dem Besuch dr Obersten Kriegsschule (Școala Superioară de Război) und seiner Beförderung zum Oberstleutnant (Locotenent Colonel) am 1. April 1920 wurde er Chef des Operationsbüros des Generalstabes und fungierte im Anschluss zwischen 1926 und 1928 als Chef der 4. Sektion im Generalstab. Nachdem er am 25. März 1928 zum Oberst (Colonel) befördert worden war, war er von 1928 bis 1929 zunächst Assistierender Generalinspekteur der Artillerie sowie anschließend zwischen 1929 und 1931 Kommandeur des Artillerieregiments im Artillerieausbildungszentrum (Centrului de Instrucție al Artileriei). Anschließend folgte von 1931 bis 1934 eine Verwendung als Chef des Sekretariats des Obersten Nationalen Verteidigungsrates (Consiliului Superior al Apărării) sowie 1934 als Assistierender Kommandant des Artillerieausbildungszentrums, ehe er zwischen 1934 und 1935 Kommandeur der 19. Artilleriebrigade (Brigăzii 19 Artilerie) war.
Nach seiner Beförderung zum Brigadegeneral (General de Brigada) am 18. Oktober 1935 war Atanasiu zwischen 1935 und 1937 erneut Chef des Sekretariats des Obersten Nationalen Verteidigungsrates und im Anschluss von 1937 bis 1940 Befehlshaber der 12. Infanteriedivision (Diviziei 12 Infanterie). Er wurde am 6. Juni 1940 zum Generalmajor (General Maior) befördert und war während des Zweiten Weltkrieges 1941 erst Kommandierender General des II. Korps (Corpului 2 Armată) sowie im Anschluss zwischen dem 22. Juni 1941 und dem 20. März 1943 Kommandierender General des zur Vierten Armee (Armata a 4-a Română) gehörenden des III. Korps (Corpului 3 Armată). In dieser Funktion nahm er an der Schlacht um Odessa (8. August bis 16. Oktober 1941) teil und wurde am 18. Juli 1942 zum Generalleutnant (General Locotenent) befördert. In der Folgezeit war er zwischen dem 20. März 1943 und dem 12. Februar 1945 zunächst als Chef der Hauptabteilung der Artillerie (șef al Direcției Superioare a Artileriei) Generalinspekteur der Artillerie sowie anschließend vom 13. Februar 1945 bis zum 30. April 1946 Oberkommandierender der Ersten Armee (Armata a 1-a Română). In dieser Zeit nahm er auch an der Westkarpatischen Operation (12. Januar bis zum 18. Februar 1945) teil. Er wurde am 11. April 1945 zum General befördert, wobei diese Beförderung auf den 5. April 1945 zurückdatiert wurde, und fungierte zuletzt von 1946 bis zu seinem Eintritt in den Ruhestand am 1. Januar 1948 als Generalinspekteur des Heeres (inspector general de armată).